# Pfarrkirche Münster (Tirol)

Katholische Pfarrkirche Unsere Liebe Frau Mariä Himmelfahrt in Münster

Langhaus, Blick zum Chor

Langhaus, Blick zur Empore

Die Pfarrkirche Münster steht in der Gemeinde Münster im Bezirk Kufstein im Bundesland Tirol. Die dem Patrozinium Unsere Liebe Frau Mariä Himmelfahrt unterstellte römisch-katholische Pfarrkirche gehört zum Dekanat Fügen-Jenbach in der Diözese Innsbruck. Die Kirche steht unter Denkmalschutz (Listeneintrag).

## Geschichte
Urkundlich wurde 1263 ein Pfarrer genannt. Von 1480 bis 1489 erfolgte ein Umbau. 1746/1747 wurde die Kirche durch Jakob Singer barockisiert. 1850 bis 1858 und im Ende des 19. Jahrhunderts wurde die Kirche renoviert.

## Architektur
Die im Kern gotische Kirche ist von einem Friedhof umgeben. Der Nordturm mit rundbogigen Zwillingsfenstern im Glockengeschoß trägt einen Spitzgiebelhelm. Die 1503/1504 südlich angebaute zweigeschoßige Sakristei hat abgefaste Fenster. Die Westfassade aus dem 19. Jahrhundert hat eine Giebelbekrönung mit Obelisken aus 1746, das rundbogige Westportal ist mit Pfeilern und Gebälk gerahmt. Es gibt ein weiteres spitzbogiges Portal mit Rundstäben.
Das Kircheninnere zeigt ein dreijochiges Langhaus und einen zweijochigen Chor mit einem runden Schluss, der Kirchenraum ist mit Stichkappentonnen auf Wandpfeilern mit Pilastervorlagen überwölbt. Die zweigeschoßige Westempore steht auf Marmorsäulen. Der Triumphbogen ist rundbogig. Der Chor hat südlich ein gotisches Schulterbogenportal mit Verstäbungen. Die Kirche wurde 1746 von Kassian Singer und Georg Weber stuckiert. Die Deckenmalerei Verkündigung über der Empore malte Christoph Anton Mayr 1747, die weiteren Malereien malte Emanuel Walch 1891, mit Anbetung des Kindes, im Chormedaillon sieht man Christus und Maria, Petrus und Paulus vor der Stadtansicht Roms, an den Chorwänden Letztes Abendmahl und Christus bei Martha und Maria. An der Langhausnordwand gibt es Reste einer gotischen Malerei um 1330 mit den Aposteln Jakobus, Simon und Matthäus in Baldachinen, darunter ein Engel mit einem Schwert.

## Ausstattung
Der Hochaltar schuf Josef Renn 1765/1766 aus Marmor, er zeigt als Gnadenbild eine bekleidete Madonnenfigur aus 1420 und trägt barocke Schnitzfiguren der Heiligen Josef, Johannes der Täufer, Isidor und Notburga von Franz Xaver Nißl 1767.